# Zeitzonen in den Vereinigten Staaten

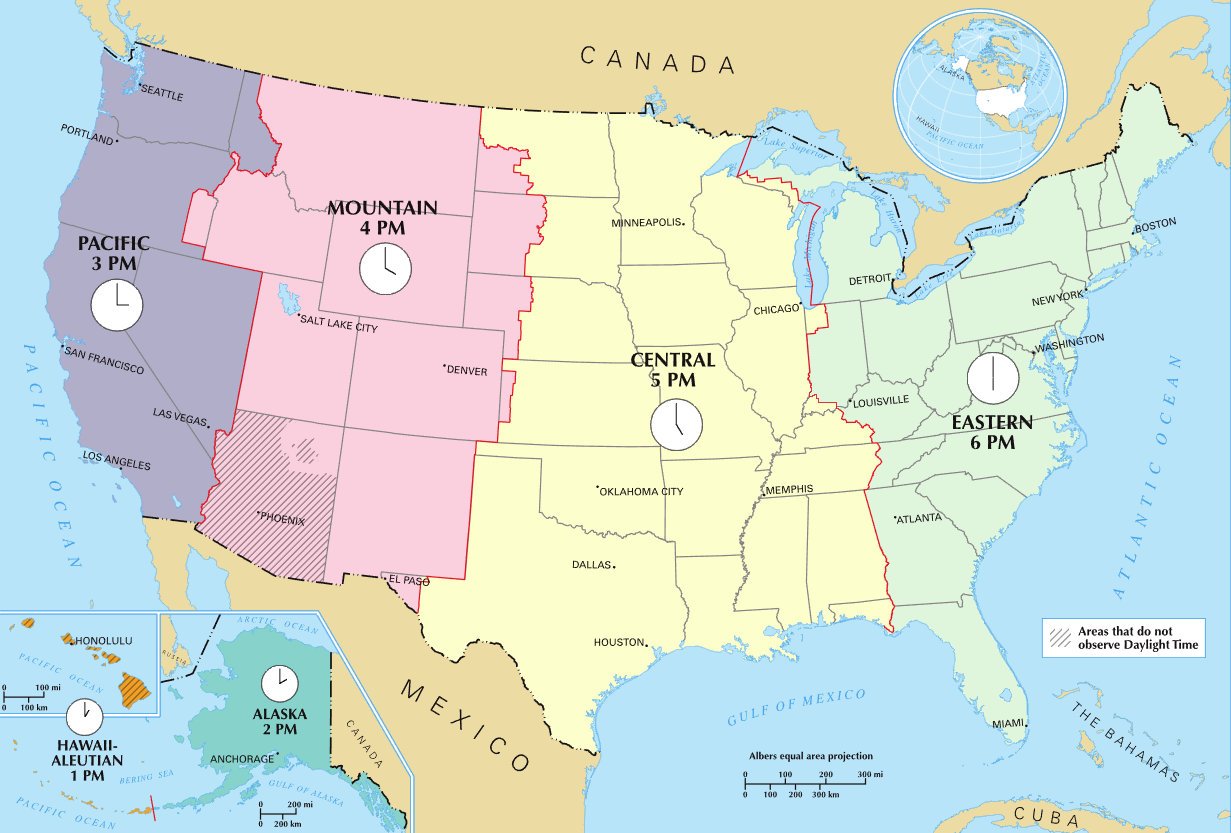
Karte der Zeitzonen der Vereinigten Staaten

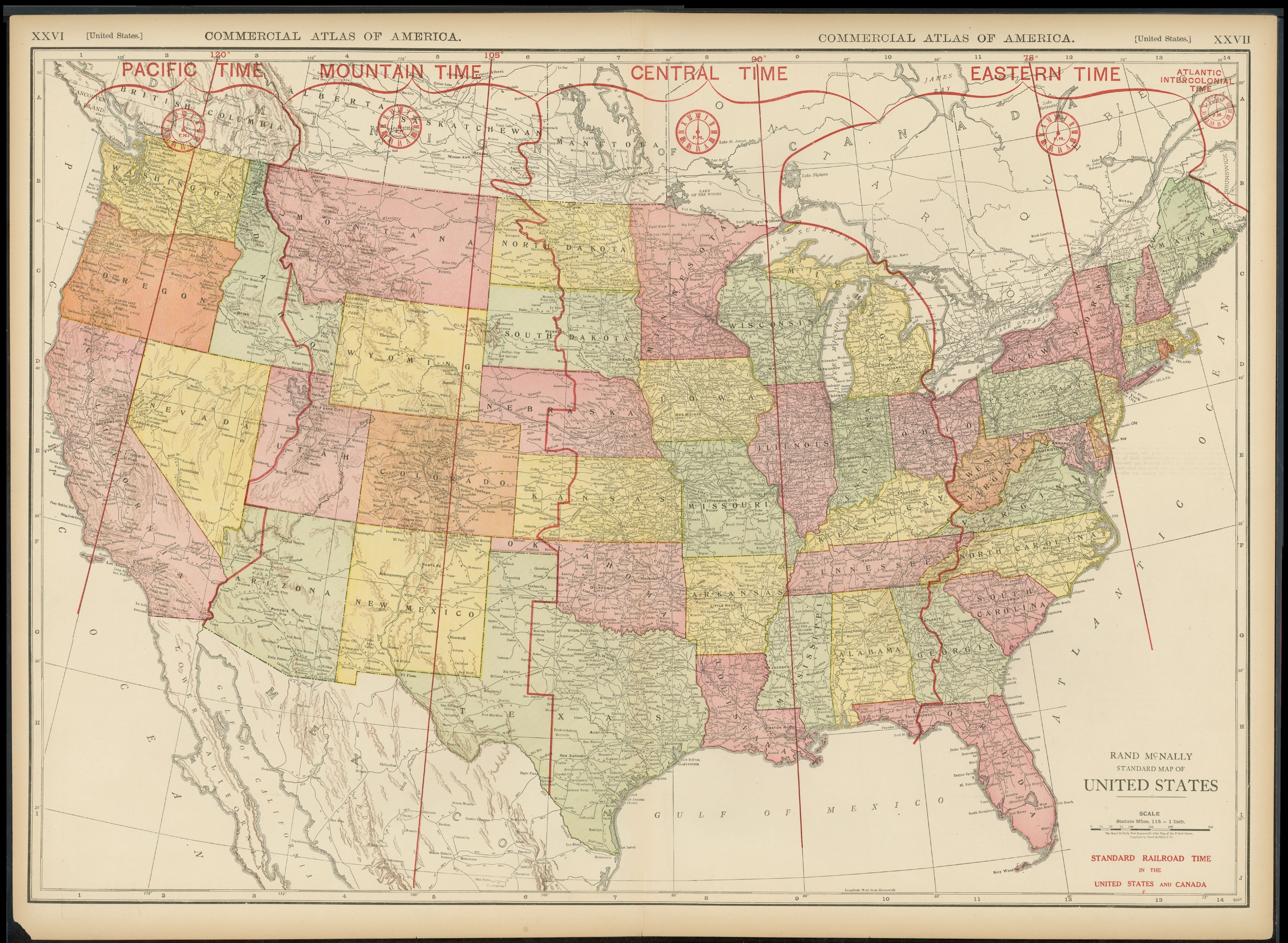
Karte der Zeitzonen der Vereinigten Staaten, 1921

Die Größe der Vereinigten Staaten von Amerika kommt in ihren elf Zeitzonen (9 gesetzlich festgelegt und 4 in Gebrauch) zum Ausdruck. Die Zeit in einer Zeitzone wird als Standard Time bezeichnet. In Bundesstaaten, die auf Sommerzeit umstellen, wird diese als Daylight Saving Time bezeichnet.

## Zeitzonen auf dem zusammenhängenden Festlandgebiet
Auf dem zusammenhängenden Festlandgebiet der Vereinigten Staaten gibt es vier Zeitzonen:
- Im Osten, von der Küste ins Binnenland bis zu den Großen Seen und Appalachen, gilt die Eastern Standard Time Zone (EST), UTC−5, die sechs Stunden hinter der Mitteleuropäischen Zeit (MEZ) liegt.
- Von Chicago erstreckt sich die Central Standard Time Zone (CST), UTC−6, nach Westen bis Texas und zu den Great Plains. Der Unterschied zur MEZ beträgt minus sieben Stunden.
- Acht Stunden hinter der MEZ umfasst die Mountain Standard Time Zone (MST), UTC−7, die Rocky Mountains und die südwestlichen Bundesstaaten.
- An der Westküste gilt die Pacific Standard Time Zone (PST), UTC−8, neun Stunden hinter der MEZ.

## Zeitzonen außerhalb des zusammenhängenden Festlandgebietes
Außerhalb des zusammenhängenden Festlandgebietes der Vereinigten Staaten gibt es fünf Zeitzonen, die per Gesetz festgelegt sind, und zwei weitere, die in Gebrauch sind:
- Die Baker Island Time Zone (BIT), UTC−12, umfasst die unbewohnten Inseln Baker- und Howlandinsel (dies sind auch die einzigen zwei Landflächen auf der Welt mit dieser Zeitzone).
- Die Samoa Standard Time Zone (SST), UTC−11, gilt in Amerikanisch-Samoa und auf den Midwayinseln.
- Die Hawaii-Aleutian Standard Time Zone (HAST), UTC−10, umfasst Hawaii und die äußeren Aleuten.
- Die Alaska Standard Time Zone (AKST), UTC−9, gilt fast im gesamten Bundesstaat Alaska.
- Die Atlantic Standard Time Zone (AST), UTC−4, gilt in Puerto Rico und den Virgin Islands.
- Die Chamorro Standard Time Zone (ChST), UTC+10, umfasst Guam und die Nördlichen Marianen.
- Die Wake Island Time Zone (WAKT), UTC+12, gilt auf dem Wake-Atoll.

## Sommerzeit
Die Sommerzeit (Daylight Saving Time, kurz DST) beginnt in den Vereinigten Staaten seit 2007 in den meisten US-Bundesstaaten und Territorien am zweiten Sonntag im März um zwei Uhr morgens und endet am ersten Sonntag im November um zwei Uhr morgens. Keine Sommerzeit gibt es in Hawaii, American Samoa, Guam, Puerto Rico, den Virgin Islands und in Arizona (mit Ausnahme der Navajo Nation Reservation, die auf Sommerzeit umstellt. Die innerhalb der Navajo Reservation gelegene Hopi Nation Reservation macht jedoch die Sommerzeit nicht mit). Damit hat Arizona im Sommer die gleiche Zeit wie Kalifornien.

## Entwicklung
Im Jahr 1869 setzte sich Charles F. Dowd erstmals für die Schaffung von vier nationalen Zeitzonen ein, die weitestgehend den heute angewandten entsprachen. Der Vorschlag traf überwiegend auf Befremden und wurde von der British Association for the Advancement of Sciences als „zu utopisch“ abgelehnt.

Noch im Jahr 1883 hatten die Vereinigten Staaten keine nationale einheitliche und verbindlich Systematik der jeweils lokalen Zeitzonen.
Am 18. November 1883 kam es zu der Einführung der Zeitzonen und der mit ihr verbundenen Synchronisation der lokalen Zeiten. Der Beschluss war im Rahmen der National Railway Time Convention vor allem von den nationalen Eisenbahnen vorangetrieben worden. Obwohl er keine rechtliche Bindungskraft hatte, stieß er auf weitestgehende Resonanz.
In einzelnen Städten – z. B. Washington – kam es infolge von Konflikten zwischen einzelnen Behörden dennoch vor, dass öffentliche Uhren noch jahrelang voneinander abweichende Zeiten zeigten.
Durch die verschiedenen Zeitzonen tritt bei Wahlen in den Staaten der Effekt des Western votings ein.